# Чикойя, Инносент
Инносент Чикойя (англ. Innocent Chikoya; род. 24 июня 1970, Булавайо, Южная Родезия) — зимбабвийский футболист, левый защитник и полузащитник.

## Биография
Инносент Чикойя родился 24 июня 1970 года в южнородезийском городе Булавайо (сейчас в Зимбабве).
Играл в футбол на позициях левого защитника и левого полузащитника. Начал карьеру в чемпионате Зимбабве, где в 1991—1993 годах выступал за «Файр Бэттериз» из Читунгвизы, провёл 65 матчей, забил 9 мячей. Сезон-93 завершил во втором дивизионе чемпионата ЮАР в составе «Африкан Уондерерс» из Четсворта, сыграл 17 матчей, забил 2 гола.
В 1994—1999 годах играл за «Мэннинг Рейнджерс» из Дурбана, в составе которого стал в сезоне-1996/97 чемпионом ЮАР. Провёл 131 матч, забил 11 мячей.
В 1999 году перебрался в «Орландо Пайретс», за который играл в течение пяти лет. Однако в сезоне-2002/03 сыграл только один поединок в чемпионате ЮАР, а в сезоне-2003/04 — ни одного. Всего на счету Чикойи в составе «Орландо Пайретс» 74 игры и 4 гола в чемпионате страны. В 2001 и 2003 годах он стал чемпионом ЮАР, в 2000 году — серебряным, в 2002 году — бронзовым призёром.
В 2004—2006 годах играл за «Морока Свэллоуз», сыграл 57 матчей, мячей не забивал.
В 2006—2008 годах выступал в третьем дивизионе чемпионата ЮАР в составе «Райдерз Гермистон».
В 1999—2000 годах провёл 5 матчей за сборную Зимбабве, мячей не забивал. Дебютным для Чикойи стал товарищеский поединок 16 июня 1999 года в Йоханнесбурге против сборной ЮАР (1:0), который он провёл полностью.

## Достижения

### Командные

#### «Мэннинг Рейнджерс»
- Чемпион ЮАР (1): 1996/97.

#### «Орландо Пайретс»
- Чемпион ЮАР (2): 2000/01, 2002/03.
- Серебряный призёр чемпионата ЮАР (1): 1999/2000.
- Бронзовый призёр чемпионата ЮАР (1): 2001/02.